# Arde el cielo
 (mars 2017).
Si vous disposez d'ouvrages ou d'articles de référence ou si vous connaissez des sites web de qualité traitant du thème abordé ici, merci de compléter l'article en donnant les références utiles à sa vérifiabilité et en les liant à la section « Notes et références ».
Albums de Maná
Amar es combatir
(2006) Drama y Luz
(2011)
Singles
1. Si no te hubieras ido
Sortie : 18 février 2008
2. Arde el cielo
Sortie : 16 juin 2008

Arde el cielo est le troisième album live du groupe mexicain de rock alternatif latino Maná, se composant de 12 titres ainsi que 2 chansons inédites et sorti en 2008.

## Présentation
L'album a été enregistré lors de la tournée Amar es Combatir Tour (en) durant deux des quatre concerts à San Juan (Porto Rico) au Coliseo José Miguel Agrelot, les 30 et 31 mars 2007.
Le premier single de l'album Si no te hubieras ido est rapidement devenu numéro un du Billboard Hot Latin Songs.
Maná a également enregistré 2 chansons en studio Arde el cielo et Si no te hubieras ido.
Cet album est le successeur de l'album populaire Amar es combatir (2006).
Cet album est produit en trois formats : CD seul, CD avec DVD et DVD seul.

## Liste des titres

### Édition originale CD et CD/DVD
| CD    | CD                        | CD    | CD | CD | CD | CD | CD | CD | CD |
| No    | Titre                     | Durée |    |    |    |    |    |    |    |
| ----- | ------------------------- | ----- | -- | -- | -- | -- | -- | -- | -- |
| 1.    | Déjame entrar             | 4:30  |    |    |    |    |    |    |    |
| 2.    | Manda una señal           | 5:29  |    |    |    |    |    |    |    |
| 3.    | Labios compartidos        | 6:05  |    |    |    |    |    |    |    |
| 4.    | Bendita tu luz            | 4:22  |    |    |    |    |    |    |    |
| 5.    | Vivir sin aire            | 5:33  |    |    |    |    |    |    |    |
| 6.    | ¿Dónde jugarán los niños? | 6:03  |    |    |    |    |    |    |    |
| 7.    | Mariposa traicionera      | 4:33  |    |    |    |    |    |    |    |
| 8.    | El rey                    | 5:11  |    |    |    |    |    |    |    |
| 9.    | No ha parado de llover    | 9:09  |    |    |    |    |    |    |    |
| 10.   | En el muelle de San Blas  | 6:18  |    |    |    |    |    |    |    |
| 11.   | Clavado en un bar         | 7:02  |    |    |    |    |    |    |    |
| 12.   | Rayando el sol            | 6:26  |    |    |    |    |    |    |    |
| 70:40 |                           |       |    |    |    |    |    |    |    |

| Titres bonus | Titres bonus          | Titres bonus | Titres bonus | Titres bonus | Titres bonus | Titres bonus | Titres bonus | Titres bonus | Titres bonus |
| No           | Titre                 | Durée        |              |              |              |              |              |              |              |
| ------------ | --------------------- | ------------ | ------------ | ------------ | ------------ | ------------ | ------------ | ------------ | ------------ |
| 13.          | Si no te hubieras ido | 4:33         |              |              |              |              |              |              |              |
| 14.          | Arde el cielo         | 4:34         |              |              |              |              |              |              |              |
| 79:47        |                       |              |              |              |              |              |              |              |              |

Note
Si no te hubieras ido (es) est une reprise de la chanson El Buki du chanteur mexicain Marco Antonio Solís.
| 1.  | Déjame entrar             | 5:08 |
| 2.  | Manda una señal           | 5:22 |
| 3.  | Labios compartidos        | 5:58 |
| 4.  | Bendita tu luz            | 4:46 |
| 5.  | Vivir sin aire            | 5:28 |
| 6.  | ¿Dónde jugarán los niños? | 5:43 |
| 7.  | Mariposa traicionera      | 4:41 |
| 8.  | El rey                    | 5:36 |
| 9.  | No ha parado de llover    | 9:05 |
| 10. | En el muelle de San Blas  | 5:51 |
| 11. | Clavado en un bar         | 5:19 |
| 12. | Rayando el sol            | 7:16 |
| 13. | Final y Créditos          | 1:31 |

### Édition DVD
Albums de Maná
Acceso Total
(2004)
Arde el cielo est également produit au format DVD seul avec les mêmes morceaux que l'édition double CD / DVD.
Cette version dispose, toutefois, de deux bonus supplémentaires le clip musical Si no te hubieras ido et le kit de presse électronique Arde el cielo.
| No  | Titre                                | Durée |
| --- | ------------------------------------ | ----- |
| 1.  | DVD Intro                            | 1:30  |
| 2.  | Déjame entrar                        | 5:11  |
| 3.  | Manda una señal                      | 5:20  |
| 4.  | Labios compartidos                   | 6:01  |
| 5.  | Bendita tu luz                       | 5:24  |
| 6.  | Vivir sin aire                       | 5:29  |
| 7.  | ¿Dónde jugarán los niños?            | 6:22  |
| 8.  | Mariposa traicionera                 | 5:21  |
| 9.  | El rey                               | 5:42  |
| 10. | No ha parado de llover               | 9:00  |
| 11. | En el muelle de San Blas             | 6:32  |
| 12. | Rayando el Sol                       | 6:59  |
| 13. | Clavado en un bar                    | 8:51  |
| 14. | Si no te hubieras ido (clip musical) | 4:38  |
| 15. | Arde el cielo (EPK)                  | 4:47  |

#### Le concert
Durant le concert, Fher Olvera (en) change les paroles de la chanson En el muelle de San Blas. « San Blas », destination touristique balnéaire mexicaine, devient « San Juan » afin de reconnaître son public portoricain.
Lors de la dernière chanson du concert, Olvera déploie un double drapeau spécial. Il commence avec le drapeau mexicain qui devient le drapeau portoricain, sous les acclamations des spectateurs.

## Crédits

### Membres du groupe
- Fher Olvera : chant (leader), guitares, harmoniques
- Alex González : batterie, chœurs
- Sergio Vallín : guitare acoustique et électrique
- Juan Diego Calleros : basse

### Musiciens additionnels
- Juan Carlos Toribio : claviers
- Fernando Vallín : "seconde" guitare, chœurs
- Hector Quintana : percussions, chœurs